# Pierre Bertran de Balanda
Pierre Louis Marie Bertran de Balanda (Toulouse, 28 de septiembre de 1887-Marsella, 28 de marzo de 1946) fue un jinete francés que compitió en la modalidad de salto ecuestre. Participó en los Juegos Olímpicos de Ámsterdam 1928, obteniendo una medalla de plata en la prueba individual.

## Palmarés internacional
| Juegos Olímpicos | Juegos Olímpicos         | Juegos Olímpicos | Juegos Olímpicos |
| Año              | Lugar                    | Medalla          | Categoría        |
| ---------------- | ------------------------ | ---------------- | ---------------- |
| 1928             | Ámsterdam (Países Bajos) | Medalla de plata | Individual       |